# Předměřice nad Jizerou
Předměřice nad Jizerou är en ort i Tjeckien.   Den ligger i regionen Mellersta Böhmen, i den centrala delen av landet, 30 km nordost om huvudstaden Prag. Předměřice nad Jizerou ligger 189 meter över havet och antalet invånare är 650.
Terrängen runt Předměřice nad Jizerou är platt. Runt Předměřice nad Jizerou är det ganska tätbefolkat, med 166 invånare per kvadratkilometer. Närmaste större samhälle är Mladá Boleslav, 19,3 km nordost om Předměřice nad Jizerou. Trakten runt Předměřice nad Jizerou består till största delen av jordbruksmark.